# Masicera
Masicera là một chi ruồi trong họ Tachinidae.

## Các loài
- Masicera pavoniae (Robineau-Desvoidy, 1830)[2]
- Masicera silvatica (Fallén, 1810)[4]
- Masicera sphingivora (Robineau-Desvoidy, 1830)[2]
- Masicera vivida Robineau-Desvoidy, 1863[5]